# Philipp Fink (Politiker, 1773)
Johann Philipp Fink (* 19. Juni 1773 in Seelbach; † 29. April 1849 ebenda) war ein nassauischer Schultheiß und Mitglied des Nassauischen Landtags.

## Leben
Philipp Fink wurde als Sohn des Georg Wilhelm Fink (1744–1795) und dessen Ehefrau Maria Magdalena Schäfer (* 1752) geboren.
In seinem Heimatort war er Schultheiß (heute Bürgermeister) und erhielt 1818 aus der Gruppe der Grundbesitzer des Wahlkreises Weilburg ein Mandat für die Zweite Kammer des Nassauischen Landtags.
1832 wurde ihm das Mandat entzogen, denn er gehörte zu den 15 Abgeordneten (von 22 Deputierten), die aus Protest gegen den Pairsschub von 1831 im Rahmen des Nassauischen Domänenstreites den Landtag boykottierten.
Sein Nachfolger wurde Peter Thönges.